# Рендалл Джарелл
Рендалл Джарелл (англ. Randall Jarrell; 6 травня 1914, Нашвілл — 14 жовтня 1965, Чапел-Гілл) — американський поет, поет-лауреат США (англ. U.S. Poet Laureate).

## Біографія
Народився у Нашвілі, штат Теннессі.
Бакалаврат і магістрат здобув у Університеті Вандербільта. Продовжив навчання в Коледжі Kenyon і Університеті Техасу.
Мобілізований у американські ВПС (1942 р.). Небавом був переведений до Сухопутних військ США на посаду диспетчера. Служба надала йому чимало матеріалу для його поетичної творчості.
Визнання як поет отримав у 1945 р. (все ще будучи військоволужбовцем) за другу (перша — 1942, ще до армії) книгу «Маленький друг» (англ. Little Friend, Little Friend) — в ній змальовується боязні та душевна боротьба юних солдат.
Наступні книги рясніли технічною специфікою внаслідок його знань, підсилюючи людські переживання.
Загинув внаслідок наїзду автомобіля. Деякі з його найближчих людей були не зовсім впевнені, що його смерть була випадковою, і підозрювали, що він покінчив життя самогубством, але цю думку його дружина завжди заперечувала.
У 2004 році Столична історична комісія Нешвілла схвалила розміщення історичного знака на його честь у його альма-матер, середній школі Юм-Фогг. Біля місця його поховання в Грінсборо, Північна Кароліна, був встановлений історичний знак на шосе.

### Поезії, що здобули визнання
- The Death of the Ball Turret Gunner (сам Джарелл своїй відомості завдячує саме цьому віршові);

## Книги

### Поетичні
- Selected Poems (Farrar, Straus and Giroux, 2007)
- Complete Poems (Farrar, Straus and Giroux, 1969)
- The Lost World (Macmillan, 1965)
- The Woman at the Washington Zoo: Poems & Translations (Atheneum, 1960) Selected Poems (Alfred A. Knopf, 1955)
- The Seven-league Crutches (Harcourt, 1951)
- Losses (Harcourt, 1948)
- Little Friend, Little Friend (Dial Press, 1945)
- Blood for a Stranger (Harcourt, 1942)

### Прозові
- No Other Book: Selected Essays (HarperCollins, 1999)
- Jarrell's Letters: An Autobiographical and Literary Selection (Houghton Mifflin, 1985)
- Kipling, Auden and Co.: Essays and Reviews 1935—1964 (Farrar, Straus and Giroux, 1980)
- The Third Book of Criticism (Farrar, Straus and Giroux, 1975)
- A Sad Heart at the Supermarket (Atheneum, 1962)
- Poetry and the Age (Vintage, 1955)

### Фікції
- Pictures from an Institution: A Comedy (Meridan Fiction, 1960)

### Українські переклади
- Кикоть В. М. Американська поезія у перекладах Валерія Кикотя. Київ : Видавничий дім «Кондор», 2020. 180 с. [Укр., англ. мови]. ISBN 978-617-7939-17-6.